# Van der Waalsův poloměr
Van der Waalsův poloměr atomu je poloměr imaginární tvrdé sféry, který může být použit pro aproximaci velikosti atomu. Van der Waalsův poloměr se zjišťuje měřením vzdálenosti dvou atomů, které nejsou k sobě chemicky vázány, v krystalu.
| Prvek  | poloměr (Å) |
| ------ | ----------- |
| Vodík  | 1,20        |
| Uhlík  | 1,7         |
| Dusík  | 1,5         |
| Kyslík | 1,4         |
| Fluor  | 1,35        |
| Fosfor | 1,9         |
| Síra   | 1,85        |
| Chlor  | 1,8         |

Název získal podle nositele Nobelovy ceny za fyziku z roku 1910 Johannese Diderika van der Waalse.

## Van der Waalsův objem
Van der Waalsův objem atomu je objem koule s poloměrem rovným van der Waalsovu poloměru příslušného atomu.
Dva atomy, které mezi sebou nevytvářejí chemickou vazbu, musejí mít vždy vzdálenost středů jader větší než je součet jejich van der Waalsových poloměrů. V případě, že jsou atomy vázané kovalentní vazbou, vzdálenost mezi jejich středy se zmenší. Také van der Waalsův objem molekuly, jejíž atomy jsou kovalentně vázány je menší než součet van der Waalsových objemů všech atomů.